# Солонец (Молдова)
Солонец (рум. Soloneț) — село в Молдові в Сороцькому районі. Входить до складу комуни, адміністративним центром якої є село Стойкань.